# Europese kampioenschappen kunstschaatsen 1908
De Europese Kampioenschappen kunstschaatsen is een jaarlijks terugkerend evenement dat georganiseerd wordt door de Internationale Schaatsunie.
Het veertiende EK kunstschaatsen voor de mannen werd gehouden in Warschau, toen behorend tot het Keizerrijk Rusland.

## Historie
De Duitse en Oostenrijkse schaatsbond, verenigd in de "Deutscher und Österreichischer Eislaufverband", organiseerden zowel het eerste EK Schaatsen voor mannen als het eerste EK Kunstschaatsen voor mannen in 1891 in Hamburg, in toen nog het Duitse Keizerrijk, nog voor het ISU in 1892 werd opgericht. De internationale schaatsbond nam in 1892 de organisatie van het EK kunstschaatsen over. In 1895 werd besloten voortaan het WK kunstschaatsen te organiseren en kwam het EK te vervallen. In 1898, na twee jaar onderbreking, vond toch weer een herstart plaats van het EK kunstschaatsen.
De vrouwen en paren zouden vanaf 1930 jaarlijks om de Europese titel strijden. De ijsdansers streden vanaf 1954 om de Europese titel in het kunstschaatsen.

## Deelname
Er namen drie mannen uit twee landen deel aan dit kampioenschap.
Voor Ernst Herz was het de derde deelname. Nikolai Panin nam voor de tweede keer deel. Stefan Przedrzymirski was de enige debutant op het EK kunstschaatsen.
| Oostenrijk (2) Rusland (1) |

## Medaille verdeling
Ernst Herz werd de zevende Europeaan die de Europese titel veroverde, het was zijn derde medaille, in 1906 werd hij tweede en in 1907 derde. Hij was de vierde Oostenrijker na Eduard Engelmann, Gustav Hügel en Max Bohatsch die Europees kampioen werd. De Rus Nikolai Panin op de tweede plaats veroverde zijn tweede medaille, in 1904 werd hij derde. Stefan Przedrzymirski op plaats won zijn enige EK medaille.
| Discipline | Goud       | Zilver        | Brons                 |
| ---------- | ---------- | ------------- | --------------------- |
| Mannen     | Ernst Herz | Nikolaj Panin | Stefan Przedrzymirski |

## Uitslagen

### Mannen
| Goud   | Ernst Herz (3)        |                  | 5  |
| Zilver | Nikolaj Panin (2)     | Vlag van Rusland | 10 |
| Brons  | Stefan Przedrzymirski |                  | 15 |

Medaillewinnaars

Mannen · 
Vrouwen ·
Paren · 
IJsdansen

Toernooi

1891 · 
1892 · 
1893 · 
1894 · 
1895 · 
1896-1897 · 
1898 · 
1899 · 
1900 · 
1901 · 
1902-1903 · 
1904 · 
1905 · 
1906 · 
1907 · 
1908 · 
1909 · 
1910 · 
1911 · 
1912 · 
1913 · 
1914 · 
1915-1921 · 
1922 · 
1923 · 
1924 · 
1925 · 
1926 · 
1927 · 
1928 · 
1929 · 
1930 · 
1931 · 
1932 · 
1933 · 
1934 · 
1935 · 
1936 · 
1937 · 
1938 · 
1939 ·
1940-1946 · 
1947 · 
1948 · 
1949 · 
1950 · 
1951 · 
1952 · 
1953 · 
1954 · 
1955 · 
1956 · 
1957 · 
1958 · 
1959 · 
1960 · 
1961 · 
1962 · 
1963 · 
1964 · 
1965 · 
1966 · 
1967 · 
1968 · 
1969 · 
1970 · 
1971 · 
1972 · 
1973 · 
1974 · 
1975 · 
1976 · 
1977 · 
1978 · 
1979 · 
1980 · 
1981 · 
1982 · 
1983 · 
1984 · 
1985 · 
1986 · 
1987 · 
1988 · 
1989 · 
1990 · 
1991 · 
1992 · 
1993 · 
1994 · 
1995 ·
1996 · 
1997 · 
1998 · 
1999 · 
2000 · 
2001 · 
2002 · 
2003 · 
2004 · 
2005 · 
2006 ·
2007 ·
2008 ·
2009 ·
2010 ·
2011 ·
2012 ·
2013 ·
2014 ·
2015 ·
2016 ·
2017 ·
2018 ·
2019 ·
2020 ·
2021 · 
2022 · 
2023 · 
2024 · 
2025

WK kunstschaatsen ·
WK kunstschaatsen junioren ·
Viercontinentenkampioenschap ·
Olympische Spelen